# Agneta Odén
Agneta Odén, född 1940, är en svensk docent, tandläkare och civilingenjör.
Odén disputerade 1975 vid Kungliga Tekniska högskolan för teknologie doktorsgrad. Hon anställdes 1986 på Sandvik Hard Materials AB (sedermera Procera Sandvik AB) och arbetade där med materialdesign av keramer som kärna i tandimplantat med hölje av porslin. Hon har också varit anställd på Nobel Biocare AB.
Odén invaldes 1996 som ledamot av Kungliga Ingenjörsvetenskapsakademien. 